# Ligne 3 du bus à haut niveau de service d'Avignon
 (décembre 2018).
Si vous disposez d'ouvrages ou d'articles de référence ou si vous connaissez des sites web de qualité traitant du thème abordé ici, merci de compléter l'article en donnant les références utiles à sa vérifiabilité et en les liant à la section « Notes et références ».
La ligne C3 est une ligne de bus à haut niveau de service Chron'hop du réseau Orizo, reliant le Campus Hannah Arendt d'Avignon Université au Parc des Expositions d'Avignon.
La ligne est mise en service le 19 octobre 2019. Les différents aménagements (voies en site propre, priorité au feux, stations aménagées, bornes de distribution de titres...) sont mis en place progressivement, jusqu'à l'inauguration officielle, le 20 février 2020.

## Construction
Les travaux ont démarré en janvier 2019 pour une durée de 9 mois. La mise en service de la ligne a eu lieu le 19 octobre 2019 avant son inauguration officielle, le 20 février 2020.

## La ligne
Elle compte 24 stations dont des correspondances avec la ligne T1 à Saint-Chamand et la ligne C2 à Limbert, Thiers et Saint-Lazare.
| Ligne | Caractéristiques                                       | Caractéristiques        | Caractéristiques        | Caractéristiques        | Caractéristiques        | Caractéristiques                              | Caractéristiques                         | Caractéristiques        | Caractéristiques        |
| C3    | Ligne C3                                               | Ligne C3                | Ligne C3                | Ligne C3                | Ligne C3                | Ligne C3                                      | Ligne C3                                 | Ligne C3                | Ligne C3                |
| C3    | Saint-Lazare ⥋ Agroparc                                | Saint-Lazare ⥋ Agroparc | Saint-Lazare ⥋ Agroparc | Saint-Lazare ⥋ Agroparc | Saint-Lazare ⥋ Agroparc | Saint-Lazare ⥋ Agroparc                       | Saint-Lazare ⥋ Agroparc                  | Saint-Lazare ⥋ Agroparc | Saint-Lazare ⥋ Agroparc |
| ----- | ------------------------------------------------------ | ----------------------- | ----------------------- | ----------------------- | ----------------------- | --------------------------------------------- | ---------------------------------------- | ----------------------- | ----------------------- |
| C3    | Ouverture / Fermeture 19 octobre 2019 / —              | Longueur —              | Durée —                 | Nb. d’arrêts 24         | Matériel —              | Jours de fonctionnement L, Ma, Me, J, V, S, D | Jour / Soir / Nuit / Fêtes O / O / O / O | Voy. / an —             | Dépôt Courtine          |
| C3    | Desserte : Avignon                                     |                         |                         |                         |                         |                                               |                                          |                         |                         |
| C3    | Autre : Fréquence de 12 minutes entre chaque véhicule. |                         |                         |                         |                         |                                               |                                          |                         |                         |
| C3    | Dernière actualisation : —                             |                         |                         |                         |                         |                                               |                                          |                         |                         |

### Tracé
| Station             | Lieu                                | Correspondance(s) |
| ------------------- | ----------------------------------- | ----------------- |
| Saint-Lazare        | Place Saint-Lazare, Avignon         | 23 24 CZen-It     |
| Université          | Boulevard Limbert, Avignon          | C2 8 CZen-It      |
| Thiers              | Boulevard Limbert, Avignon          | C2 9 11 CZen-It   |
| Limbert             | Boulevard Limbert, Avignon          | C2 4 5 9 11       |
| Ventoux             | Avenue Pierre Semard, Avignon       |                   |
| Rotondes            | Avenue Pierre Semard, Avignon       |                   |
| Croix Rouge         | Avenue Pierre Semard, Avignon       |                   |
| Maria Casarès       | Avenue Pierre Semard, Avignon       |                   |
| Cap Sud             | Avenue Pierre Semard, Avignon       | 30                |
| Saint-Chamand       | Avenue Pierre de Coubertin, Avignon | T1 12 14 22 30    |
| Coubertin           | Avenue Pierre de Coubertin, Avignon | 12 14 22 30       |
| Campus CCI          | Avenue de l'Amandier, Avignon       | 22 30             |
| Cristole            | Chemin de la Cristole, Avignon      | 12                |
| Souvine             | Rue du Bon Vent, Avignon            | 12                |
| Mistral 7           | Avenue Pierre Bérégovoy, Avignon    | 12                |
| Castelette          | Avenue Marcou Delanglade, Avignon   | 12                |
| Valente             | Avenue Charles Valente, Avignon     |                   |
| Magnanarelles       | Route de l'Aérodrome, Avignon       | 13                |
| Durançole           | Route de l'Aérodrome, Avignon       | 13                |
| Agroparc Centre     | Route de l'Aérodrome, Avignon       | 13                |
| Demonque            | Rue Marcel Demonque, Avignon        | 13                |
| Cité de l'Artisanat | Rue Marcel Demonque, Avignon        | 13                |
| Grand Avignon       | Rue Baruch de Spinoza, Avignon      | 13 22             |
| Agroparc            | Rue Michel de Montaigne, Avignon    | 4 13 22           |

## Centre de maintenance
L'ensemble des véhicules seront remisés et entretenus au dépôt situé sur la rue du Petit Gigognan à Avignon.